# Pareto-fordeling
Pareto-fordeling er en matematisk model, som bruges hos forsikringsselskaber, når de skal beregne, hvor meget forsikringstagerne skal betale i præmier, for at det kan løbe rundt. 
Modellen er opkaldt efter den italienske økonom og sociolog Vilfredo Pareto.
Når forsikringsselskaber skal vurdere meget store skader opstår der ofte et problem, hvor forsikringsselskaberne kan risikere at undervurdere skaden. Da forsikringsselskaberne selv genforsikrer, kan det være et problem, som koster dem mange penge. 
Ved for eksempel brandskader (hvor en brand har bredt sig) vil man opleve en ”skæv” fordeling, der kan tilnærmes med en log-normalfordeling. Selv om det har vist sig, at log-normalfordelingen kan være nyttig til at beskrive fordelingen af skadesstørrelser, har der dog vist sig et problem med at vurdere de meget store skader. Problemet kan løses ved at bruge pareto-fordeling i stedet for log-normalfordeling. Pareto-fordelingen har vist sig at være mest anvendelig i familie- og grundejerforsikringer.

## Definition
En stokastisk variabel X er Pareto-fordelt, hvis tæthedsfunktionen kan skrives således:
{\displaystyle f_{X}(x)={\begin{cases}\alpha \,{\dfrac {x_{\mathrm {m} }^{\alpha }}{x^{\alpha +1}}}&{\text{for }}x>x_{\mathrm {m} },\\[12pt]0&{\text{for }}x<x_{\mathrm {m} }.\end{cases}}}
parameteren α er Pareto index og xm er den mindste værdi af X (nødvendigvis positiv).